# 5A trolibusz (Szeged)
A szegedi 5A jelzésű trolibusz a Bartók tér és a VIDIA között közlekedett. A járatot a Szegedi Közlekedési Társaság üzemeltette.

## Története
Az 5-ös vonal 1979. április 29-i beindulása után, az 5A járat 1979. október 1-jétől a Bartók térről a Bakay Nándor utcáig közlekedett, ahol a trolibuszok és a villamosok telephelye volt. Az 5A járat 1983. március 12-én megszűnt. Ekkor a Belvárosi híd lezárásával ismét járt az 5A troli a Bartók tér és a VIDIA között. Az 5A járat 1996. január 2. és február 5. között kísérleti jelleggel a VIDIA-tól a Vár utcáig közlekedett. Az 5A járat ezután megszűnt.
2004-ben az új 7-es járat részben az egykori 5A útvonalán indult újra, a Bakay Nándor utca és a Gyermekkórház között.

## Útvonala
| VIDIA felé                                                                                       | Bartók tér felé                                                               |
| ------------------------------------------------------------------------------------------------ | ----------------------------------------------------------------------------- |
| Bartók tér vá. – Mikszáth Kálmán utca – Mars tér – Londoni körút – Bakay Nándor utca – VIDIA vá. | VIDIA vá. – Bakay Nándor utca – Gutenberg utca – Jósika utca – Bartók tér vá. |